# Mahmoud Abdul-Rauf
Mahmoud Abdul-Rauf (nacido Chris Wayne Jackson, Gulfport, Misisipi, 9 de marzo de 1969) es un exbaloncestista estadounidense que disputó 9 temporadas en la NBA y alguna en Europa. Con una altura de 1,83 metros, su puesto natural era el de base.
Abdul-Rauf nació en Gulfport, y fue criado por su madre, Jacqueline Jackson, trabajadora en la cafetería de un hospital. Nunca llegó a conocer a su padre. En sus primeros años en la escuela se le diagnosticó Síndrome de Tourette, aunque no fue medicado hasta 1987. Este desorden le obligaba a seguir actividades rutinarias. Tal vez esto es lo que hizo de él uno de los mejores tiradores de libres en la historia de la NBA ya que nunca abandonaba la pista de entrenamiento hasta haber encestado un número de lanzamientos (diez lanzamientos limpios, sin tocar el aro).
Durante su etapa de instituto en su Gulfport natal llegó a ser considerado dos años consecutivos como Mejor Jugador del Año de Misisipi. Tras este brillante paso por el instituto llegaría la no menos exitosa etapa universitaria.

## Trayectoria deportiva

### Universidad
Su primer año en la universidad fue un impacto completo. En la temporada de 1988-89, en su quinto partido como universitario jugaba contra Florida y logró batir el récord de anotación para un novato con 55 puntos. Durante esta campaña anotó una media de 30,2 puntos por partido con un porcentaje del 49% en tiros de campo pero no pudieron pasar de la primera ronda en las finales de la NCAA, cayendo ante UTEP por 85-74. Su buen hacer durante toda la campaña le llevó a ser nombrado All-American esta campaña.
Al año siguiente sus números no fueron menos espectaculares, con 27,8 puntos por partido y 91% en tiro libre consiguió llevar a la LSU hasta la segunda ronda de las finales, cayendo por 91-94 ante Georgia Tech. De nuevo en esta segunda campaña con LSU sería elegido All-American antes de partir hacia la NBA.

### Profesional

#### Denver Nuggets
Tras dos espectaculares años en LSU, destacando especialmente por su anotación a pesar de jugar de base, dio el salto al profesionalismo. En el draft de 1990 los Denver Nuggets eligieron a Abdul-Rauf con el número tres. Los Nuggets venían de una buena campaña con una marca de 43-39, se habían clasificado para playoff aunque cayeron ante San Antonio Spurs en primera ronda por 3-0. La reconstrucción del equipo estaba en marcha, las dos estrella del equipo, Fat Lever y Alex English se marcharon llegando Orlando Woolridge y Michael Adams junto con el novato Abdul-Rauf y otros buenos jugadores como Reggie Williams y Walter Davies.
La llegada de Abdul-Rauf tuvo un impacto inmediato, consiguiendo unos asombrosos 14,1 puntos por partido en tan solo 22,5 minutos y terminando cono tercer anotador global del equipo. A pesar de esto los Nuggets cayeron a una marca de 20-62, la peor de la liga, habría que esperar tiempos mejores. A nivel personal fue escogido en el segundo quinteto de rookies de la NBA.
En su segunda campaña, 1991-92 se produjo un hecho que cambiaría no solo personal, sino profesionalmente a Abdul-Rauf. Abrazó las creencias islámicas y cambió su nombre de Chris Jackson a Mahmoud Abdul-Rauf. Su temporada no fue muy brillante, bajando sus promedios a 10,3 puntos en 19 minutos, y el equipo tampoco mejoró mucho a nivel global a pesar de la llegada del pívot novato Dikembe Mutombo, seleccionado con el número 4 del draft de 1991.
A partir de este momento es cuando su carrera profesional despega. En la temporada 1992-93 se hace definitivamente con el puesto de base titular de los Nuggets y consigue meterse en la élite de la liga al liderar a los Nuggets con 19,2 puntos de media por partido. Esto le valió ser nombrado el Jugador Más Mejorado de la liga en el año 1993. A nivel colectivo los Nuggets seguían creciendo, los jóvenes Mutombo y Abdul-Rauf progresaban bien y la llegada de LaPhonso Ellis, número 5 del draft de 1992 les ofrecían un halagüeño futuro. A pesar de ello no se clasificaron para playoff, con un marca de 36-46.
Algunos de sus mejores momentos como profesional los vivió en la siguiente campaña de 1993-94. Sus 18 puntos por partido y el 95,6 por ciento de tiros libres, mejor de la liga aquel año, llevaron a los Nuggets de nuevo a los playoffs, entrando en el octavo lugar de la conferencia oeste con una marca de 42-40. En una épica eliminatoria consiguieron contra todo pronóstico apear de la carrera por el título a los potentes Sonics por 3-2, cayendo posteriormente en la semifinal de conferencia contra los Utah Jazz por un apretado 4-3. En su fantástica serie de tiros libre de esta temporada llegó a anotar 81 lanzamientos consecutivos, la segunda mejor marca de la historia en la NBA.
La llegada al equipo en 1993 de otro base de características similares como era Robert Pack hizo que Abdul-Rauf bajase sus promedios de puntos y minutos, aunque siguió manteniendo sus buenas prestaciones a lo largo de los años. En la campaña de 1994-95 continuó su bajada hasta los 16 puntos por partido, aunque la filosofía del equipo era la del reparto de responsabilidades, con hasta 7 jugadores con más de 10 puntos de media por partido. El equipo repitió el buen año anterior con una marca de 41-41 y entrando de nuevo en playoff. En esta ocasión no pudieron dar la sorpresa y cayeron ante San Antonio en primera ronda por un contundente 3-0.
La temporada 1995-96 supone un punto de inflexión en su carrera. La salida de Robert Pack vuelve a darle total dominio del equipo y recupera sus mejores promedios de 19,2 puntos por partido liderando de nuevo la liga en el apartado de tiros libres con un 93 por ciento. Durante esta campaña se produce el incidente que le llevó a la fama y que eclipsó su brillante carrera como jugador.
El 12 de marzo de 1996, Mahmoud Abdul-Rauf anunció que la regla de la NBA que requería que los jugadores "mantuviesen una postura digna" durante el Himno Nacional anterior a cada partido violaba sus creencias religiosas. Durante la mayor parte de la temporada 1995-96 los Denver Nuggets con el consentimiento de la NBA, permitieron a Abdul-Rauf permanecer en el vestuario durante el himno. A mediados de marzo los aficionados comenzaron a observar que Abdul-Rauf no permanecía de pie durante el himno con lo que las llamadas enfurecidas a las radios locales de Denver se sucedían. A la vista de estas muestras de disconformidad los Nuggets cambiaron su posición. Los Nuggets trataron resolver el problema, pero Abdul-Rauf se mantuvo firme en su posición de no participar en el Himno Nacional aduciendo que sus creencias religiosas le impedían participar en este "ritualismo nacionalista". Además de esto, Abdul-Rauf creía que la bandera estadounidense y su Himno Nacional simbolizaban opresión y tiranía. La NBA suspendió sin pago a Abdul-Rauf el 12 de marzo de 1996, un movimiento que le costaría más de 30.000 dólares por partido. Tras un partido de suspensión llegó a un acuerdo y consintió permanecer de pie durante el himno aunque durante ese tiempo rezaría en silencio. Poco después de este incidente Abdul-Rauf caería lesionado, perdiéndose el resto de la temporada.
Este año la marca del equipo sería de 35-47 y no se clasificarían para playoff. Debido a las malas relaciones con los fanes y la directiva, al final de esta temporada sería traspasado a Sacramento Kings a cambio de Sarunas Marciulionis y una segunda ronda del draft.
Comenzaba una nueva etapa fuera de Denver, pero ya nunca más volvería a ser esa estrella que fue con los Nuggets.

#### Sacramento Kings
En la temporada 1996-97 compartiría vestuario con otro gran jugador exterior, Mitch Richmond pero Abdul-Rauf comenzó su caída esta temporada con 13,7 puntos en 28,4 minutos. La temporada fue discreta para los Kings, con una marca de 34-48 quedaron fuera del playoff.
Su sentencia quedó firmada al siguiente año, 1997-98, debido a problemas en su ojo izquierdo solo pudo participar en 31 partidos con los Kings con unos pobres 7,3 puntos por partido. El hecho de quedar como agente libre tras esta temporada y que en la temporada de 1998-99 tuviese lugar el affaire del lockout le llevó a Europa.

#### Fenerbahçe
Tras todas estas situaciones Abdul-Rauf se decide a emprender la aventura europea. Decide que su destino será el Fenerbahçe Ülkerspor turco pero tras apenas participar en 5 partidos de euroliga con 17,4 puntos por partido abandona el equipo por problemas con el entrenador.
Tras su frustrado paso por Europa decide retirarse de la práctica profesional del baloncesto permaneciendo sin jugar hasta el año 2000-2001 donde regresa a la NBA.

#### Vancouver Grizzlies
Tras prácticamente dos años sin jugar al baloncesto profesional, Abdul-Rauf recibe la llamada de los Grizzlies. Sus años estelares quedan ya lejos y su llegada viene dentro de un rol de veterano, con la intención de ayudar al desarrollo de las jóvenes promesas de los Grizzlies. Durante esta temporada participa en 41 partidos con los Grizzlies, anotando 6,5 puntos por partido en 11,9 minutos. Esta temporada sería su última en la NBA.
Finalmente, el 18 de marzo de 2001 se despedía de la NBA Mahmoud Abdul-Rauf. 14 puntos en 21 minutos había sido su aportación para la victoria de los Vancouver Grizzlies en Oakland. A sus 31 años y tras ocho danzando por las canchas americanas, Abdul-Rauf decía definitivamente adiós a una competición que le cerró las puertas en el momento más álgido de su carrera.

#### Vuelta a Europa
Tras su paso regresó a la NBA decidió encaminar sus pasos nuevamente al profesionalismo europeo. Su destino sería el Ural Great ruso para el que jugaría en la temporada 2003-04. Sus buenas actuaciones le llevan a ser el referente del equipo a pesar de su veteranía. Con 12,7 puntos de promedio en la liga nacional y 16,4 en la Superliga Europea lleva a su equipo, el Ural Great a las semifinales de la Superliga, donde caerían ante el posteriormente campeón Unics Kazán. Esta temporada sería nombrado en el segundo equipo de la Superliga Europea además de llevar al Ural Great a ganar la Copa de Rusia.
Tras su paso por Rusia ficha por el Roseto de Italia una vez comenzada la temporada 2004-05. Esto supone toda una sorpresa, Abdul-Rauf, anteriormente estrella en la NBA y con una larga carrera llega a un modesto equipo italiano que ha comenzado la temporada con 1 victoria y 4 derrotas. La mejoría del equipo es tal que lo lleva a la pelea por el título en los playoff de la LEGA, aunque caen en primera ronda ante el Climamio de Bolonia. Aquí termina la carrera de Abdul-Rauf, 18,7 puntos en esta última campaña en Italia le llevaron a jugar el All-Star de la LEGA.
En la 2006-07 dejó Italia para enrolarse al Aris Salónica BC griego.

#### Periplo asiático
Durante dos temporadas (2009-11) recaló en las filas del equipo japonés Kyoto Hannaryz, de la Bj league, en la que fue elegido en el quinteto ideal de la temporada.

## Estadísticas de su carrera en la NBA
|  | Líder de la liga |

### Temporada regular
| Año     | Equipo     | PJ  | PT  | MPP  | %TC  | %3P  | %TL   | RPP | APP | ROB | TPP | PPP  |
| ------- | ---------- | --- | --- | ---- | ---- | ---- | ----- | --- | --- | --- | --- | ---- |
| 1990–91 | Denver     | 67  | 19  | 22.5 | .413 | .240 | .857  | 1.8 | 3.1 | .8  | .1  | 14.1 |
| 1991–92 | Denver     | 81  | 11  | 19.0 | .421 | .330 | .870  | 1.4 | 2.4 | .5  | .0  | 10.3 |
| 1992–93 | Denver     | 81  | 81  | 33.5 | .450 | .355 | .935  | 2.8 | 4.2 | 1.0 | .1  | 19.2 |
| 1993–94 | Denver     | 80  | 78  | 32.7 | .460 | .316 | .956  | 2.1 | 4.5 | 1.0 | .1  | 18.0 |
| 1994–95 | Denver     | 73  | 43  | 28.5 | .470 | .387 | .885  | 1.9 | 3.6 | 1.1 | .1  | 16.0 |
| 1995–96 | Denver     | 57  | 53  | 35.6 | .434 | .392 | .930  | 2.4 | 6.8 | 1.1 | .1  | 19.2 |
| 1996–97 | Sacramento | 75  | 51  | 28.4 | .445 | .382 | .846  | 1.6 | 2.5 | .7  | .1  | 13.7 |
| 1997–98 | Sacramento | 31  | 0   | 17.1 | .377 | .161 | 1.000 | 1.2 | 1.9 | .5  | .0  | 7.3  |
| 2000–01 | Vancouver  | 41  | 0   | 11.9 | .488 | .286 | .759  | .6  | 1.9 | .2  | .0  | 6.5  |
| Total   | Total      | 586 | 336 | 26.7 | .442 | .354 | .905  | 1.9 | 3.5 | .8  | .1  | 14.6 |

### Playoffs
| Año   | Equipo | PJ | PT | MPP  | %TC  | %3P  | %TL   | RPP | APP | ROB | TPP | PPP  |
| ----- | ------ | -- | -- | ---- | ---- | ---- | ----- | --- | --- | --- | --- | ---- |
| 1994  | Denver | 12 | 12 | 28.3 | .370 | .324 | .935  | 1.5 | 2.5 | .4  | .1  | 12.9 |
| 1995  | Denver | 3  | 2  | 25.3 | .364 | .167 | 1.000 | 1.7 | 1.7 | .7  | .0  | 13.3 |
| Total | Total  | 15 | 14 | 27.7 | .369 | .286 | .956  | 1.5 | 2.3 | .1  | .1  | 13.0 |

## Vida personal
En 1991 se convirtió al islamismo suní y posteriormente se hizo musulmán chiita. Luego cambió su nombre de Chris Jackson a Mahmoud Abdul-Rauf en 1993. Es padre de cinco hijos.
Tras su carrera en la NBA, Abdul-Rauf se mudó a Florida después de que su casa de Necaise, Misisipi fuese destruida en un incendio en 2001.

## Logros y reconocimientos
- Primer Equipo All-American NCAA (1989 y 1990).
- Segundo equipo de novatos de la NBA (1991).
- Jugador Más Mejorado de la NBA (1993).
- 2 veces mejor porcentaje de tiros libre de la NBA (1994 y 1996).
- Ganador de la Copa de Rusia (2004).

### Partidos ganados sobre la bocina
|      | con Denver Nuggets           |
| (PO) | Denota un partido de PlayOff |

| Número | Tiro         | Margen | Resultado | Oponente             | Fecha                   |
| ------ | ------------ | ------ | --------- | -------------------- | ----------------------- |
| 1      | Tiro de tres | Empate | 109-106   | Los Angeles Clippers | 27 de noviembre de 1992 |
| 2      | Tiro de tres | -1     | 118-120   | Phoenix Suns         | 25 de abril de 1993     |

1. ↑  Encestó desde su campo, siendo el tiro ganador sobre la bocina más alejado (55 pies) del que se tiene constancia.